# Flavià (procònsol d'Àsia)
Flavià (en llatí Flavianus) va ser un magistrat romà del segle iv.
Era procònsol d'Àsia l'any 383, probablement fill de Flavià, prefecte d'Itàlia. Va mantenir correspondència amb Simmac. El 399 era prefecte urbà de Roma (també podria ser el seu pare, però com a rebel és menys probable). L'any 414 Honori el va enviar a Àfrica per escoltar les queixes dels provincials i veure fins a quin punt estaven ben fonamentades. Una inscripció esmenta "Vir illustris Flavianus" com el fundador d'un secretariat pel senat, ja que l'anterior havia estat destruït pel foc, però aquest fet podria correspondre realment al seu pare.